# Tokugawa-shogunatet
Tokugawa-shogunatet eller Tokugawa bakufu (徳川幕府) var et feudalt, militært regime i Japan, der bragte århundreders japansk borgerkrig under kontrol. Shogunatet blev grundlagt af Tokugawa Ieyasu i 1603 og styret af shoguner fra Tokugawa-familien frem til 1868. Perioden kaldes for Tokugawa-perioden eller for Edo-perioden efter hovedstaden Edo (i dag Tokyo). Tokugawa-shogunerne styrede landet fra Edo-borgen frem til Meiji-restaurationen.
- Wikimedia Commons har flere filer relateret til Tokugawa-shogunatet